# Philippe Pétain
Henri-Philippe-Omer Pétain (AFI: /ɑ̃ˈʁi fiˈlip ɔˈmɛʁ peˈtɛ̃/; Cauchy-à-la-Tour, 24 aprile 1856 – L'Île-d'Yeu, 23 luglio 1951) è stato un generale e politico francese. Militare molto rinomato durante la prima guerra mondiale, maresciallo di Francia, fu a capo del governo collaborazionista di Vichy dal 1940 al 1944, in seguito al secondo armistizio di Compiègne.

## Biografia
Nato in una famiglia di agricoltori attivi fin dal XVIII secolo nella cittadina di Cauchy-à-la-Tour, dove nacque, è il figlio di Omer-Venant Pétain (1816-1888) e Clotilde Legrand (1824-1857). Ha quattro sorelle, Marie-Françoise Clotilde (1852-1950), Adélaïde (1853-1919), Sara (1854-1940) e Joséphine (1857-1862). Dopo la morte della madre, il padre si risposa con Marie-Reine Vincent e insieme hanno altri tre figli, Elisabeth (1860-1952), Antoine (1861-1948) e Laure (1862-1945).
Il rapporto tra Philippe e la sua matrigna non fu mai buono, in quanto questa trascurava i figli del primo matrimonio del marito e il piccolo Philippe si isola in una sorta di mutismo dall'età di tre anni. Venne così allevato dai nonni che gli insegnarono a leggere. I suoi erano ferventi cattolici e diversi zii e prozii divennero abati (in particolare Padre Lefebvre (1771–1866), che fece parte dell'armata napoleonica), e inoltre era parente di San Benedetto Giuseppe Labre. Fu un suo lontano zio, Padre Legrand, a spingerlo a diventare soldato, dopo la sconfitta della Francia nella guerra franco-prussiana.

## La carriera militare

### Gli inizi
Si arruolò a vent'anni e fu addestrato presso l'École spéciale militaire de Saint-Cyr, accademia militare in cui studiò senza particolarmente eccellere. Tra i suoi compagni di corso vi erano Charles de Foucauld e Antoine-Amédée-Marie-Vincent Manca-Amat de Vallombrosa, noto come il Marchese de Morès (1858-1896). Ebbe diversi comandi, nessuno dei quali su teatro operativo, sebbene all'epoca coloniale vi fosse necessità di giovani ufficiali sui diversi fronti militari.

### L'insegnamento militare e le innovazioni tattiche
Fu assegnato nel 1900 alla scuola di tiro di Châlons ed entrò in contrasto con il direttore, promuovendo una dottrina focalizzata sulla precisione anziché sul volume di fuoco. L'anno successivo fu docente aggiunto presso la scuola di guerra ed entrò in contrasto con Ferdinand Foch il quale, considerato in quel periodo il teorico di maggior valore dell'esercito francese, era seguace delle teorie offensiviste di von Clausewitz e fu l'autore de I principi della guerra e La condotta della guerra; nonostante questo fu poco dopo nominato docente ordinario di tattica di fanteria, insegnando dal 1904 al 1907 e dal 1908 al 1911.
In questo ruolo fu uno degli artefici di una piccola rivoluzione, ribaltando insieme a Foch l'impostazione prevalentemente difensivista delle truppe appiedate, in forza di una teoria tattica che sino dal 1867 legava i comandi a un uso poco utile e molto sanguinoso dei fanti. In un'epoca nella quale la fanteria era ancora l'Arma di più decisivo rilievo Pétain propugnò un impiego più aggressivo delle forze, teorizzando che solo l'offensiva poteva produrre vittoria. Altre sue elaborazioni contestavano la disposizione, introdotta in una codificazione del 1901, di eseguire grandi cariche alla baionetta.
Nel 1912, ad Arazzo, fu il primo comandante di un sottotenente di fresca nomina, cui la carriera e la fama avrebbero arriso in modo non meno significativo: Charles de Gaulle. Nel 1913 si rese assai impopolare fra le alte gerarchie dell'esercito esprimendo pesanti critiche su un infelice attacco disposto dal generale Gallet, condotto alla baionetta contro postazioni di mitragliatrici dagli esiti cruenti. Descrisse anzi quell'ordine come esempio negativo di uno degli errori tattici che non si dovevano mai più commettere. Proponeva la manovra e la mobilità delle truppe, contro la staticità imposta dagli alti comandi.
Nel luglio del 1914, cinquantottenne colonnello, gli fu rifiutata la nomina a generale e meditò di congedarsi, quando scoppiò la prima guerra mondiale. Comandante di brigata, ottenne buoni risultati in Belgio, salendo via via di grado sino a generale di corpo d'armata. Guadagnò un forte ascendente sulle truppe, mostrandosi, in maniera innovativa, particolarmente attento a risparmiare quanto più possibile le vite dei soldati.

### Verdun
Nel febbraio del 1916 fu a Verdun responsabile del fronte francese in una battaglia cruciale, dove arrestò l'avanzata tedesca. Oltre all'eroica resistenza del forte di Vaux e del suo pluridecorato comandante Raynal, il carisma di Pétain e il suo acume strategico furono fra i fattori decisivi.
Restano infatti notevoli, a proposito di questa battaglia, le sue intuizioni sulla coordinazione delle azioni dell'aeronautica militare (aveva fortemente voluto la creazione della prima divisione di caccia aerea che potesse portare ausilio dal cielo) con quelle della logistica: la memorabile "Voie Sacrée" (via sacra) servì per portare continui rifornimenti e rinforzi alla prima linea e a soccorrere i feriti, mantenendo costantemente elevata la capacità operativa e il morale delle truppe impegnate, mentre sul fronte opposto una diversa organizzazione non impediva il progressivo scemare di potenziale offensivo e di motivazione.

### La vittoria nella Grande Guerra

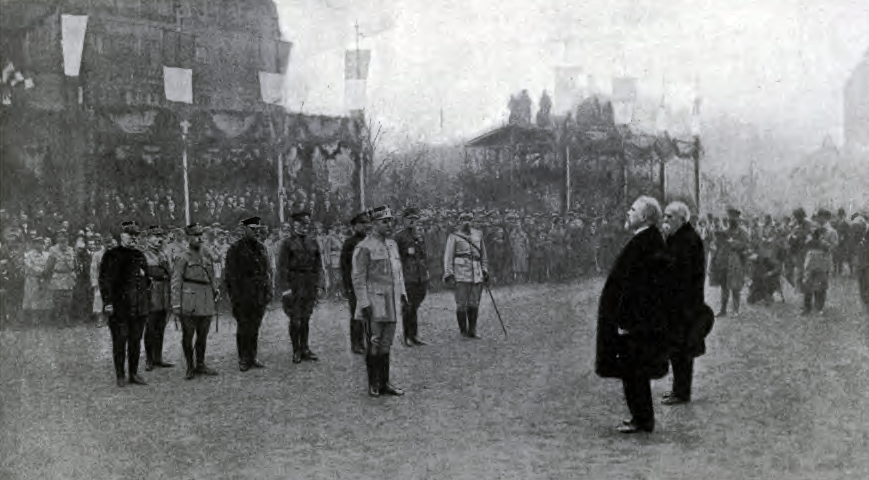
8 dicembre 1918: Petain viene nominato maresciallo di Francia dal presidente Raymond Poincaré (a destra in primo piano) e dal primo ministro Georges Clemenceau, in secondo piano con i folti baffi. Dietro a Petain da sinistra: i marescialli Joseph Joffre e Ferdinand Foch, il generale Douglas Haig e il generale John Pershing.

Il 1º maggio Pétain fu sostituito dal generale Nivelle al comando della 2ª Armata. Nivelle, meno attento alla salvaguardia delle sue truppe, era un promettente comandante in capo delle armate francesi e sostituì in questa funzione Joseph Joffre, mentre a Pétain veniva offerta la carica, creata appositamente per lui, di capo di stato maggiore generale.
All'alba del 16 aprile 1917, agli ordini di Nivelle, ebbe inizio la battaglia dello Chemin des Dames, seconda battaglia dell'Aisne, che ben presto si rivelò una disastrosa disfatta, capace di costare centomila perdite nella sola prima settimana e trecentocinquantamila complessive, per un guadagno di terreno del tutto irrisorio e insignificante. La vera e propria disfatta fu interna, essendo questa la causa principale degli ammutinamenti del 1917, che giunsero a turbare i due terzi delle unità francesi. Forte della fiducia che le truppe gli riconoscevano, soprattutto per essersi distinto nella salvaguardia delle vite dei suoi soldati, Pétain fu urgentemente chiamato a sostituire Nivelle, nel frattempo inviato nelle colonie africane.
Con fatica Pétain ristabilì un certo morale, placò buona parte del malcontento e ripristinò la lealtà gerarchica, facendo eseguire, malgrado pesanti pressioni politiche, solo una parte delle fucilazioni (le condanne a morte effettivamente eseguite sarebbero state circa 60-70, secondo lo storico Guy Pedroncini, a fronte delle 554 inflitte dalla corte marziale). Ma più di tutto a tranquillizzare e confortare i soldati poté la riconquista dello Chemin des Dames, rapidamente ottenuta con minime perdite e rischi contenutissimi.
Pétain vantava però illustri detrattori in Foch, Joffre e Clemenceau, che lo accusarono di disfattismo e di scarsa propensione all'attacco. Divenuto di fatto coordinatore delle truppe alleate, fu però da questi ignorato proprio quando proponeva un mortale affondo alla Germania, che sarebbe stato alla portata degli Alleati e di facile successo. Invece di attaccare, si prese la decisione di accettare la richiesta di armistizio.

### Un prestigioso dopoguerra
Nominato il 19 novembre 1918 Maresciallo di Francia, fu eletto membro dell'Accademia di scienze morali e politiche e il 14 settembre 1920 poté finalmente sposare Eugénie Hardon, la cui mano aveva fiduciosamente chiesto nel 1901. In seguito combatté ancora in Marocco, nel 1925-1926, a capo di una coalizione franco-spagnola composta da circa 350 000 uomini, contro i berberi di Abd el-Krim che lottavano contro il colonialismo nel Rif. La vittoria fu ottenuta grazie anche all'impiego di armi chimiche.
Il 20 giugno 1929 Pétain fu eletto all'unanimità all'Accademia di Francia. Fu ministro della guerra dal 9 febbraio all'8 dicembre 1934, sotto la presidenza di Gaston Doumergue; estromesso in occasione di un "rimpasto" la sua popolarità crebbe notevolmente e, nel 1935, Gustave Hervé lanciò una campagna di sostegno al grido di «C'est Pétain qu'il nous faut» («È Pétain quello che ci vuole»). Nominato presidente del Consiglio superiore della guerra, organo analogo all'italiano Consiglio Supremo di Difesa, in tale veste avallò stavolta scelte strategiche di indirizzo difensivista, contro de Gaulle che proponeva invece un rafforzamento delle potenzialità offensive, ad esempio mediante l'adozione massiccia del carro armato; sostenne perciò Joffre e la "sua" Linea Maginot.

## La Francia di Vichy

L'emblema ufficiale di Pétain come capo dello Stato francese.

Il 2 marzo 1939 fu inviato come ambasciatore in Spagna presso il caudillo Francisco Franco, e ivi restò anche nei primi mesi della seconda guerra mondiale, fino alla rottura del fronte operata dai tedeschi nel maggio 1940. Pétain fu allora richiamato in Francia e nominato vicepresidente del Consiglio dal primo ministro Paul Reynaud.
Poco dopo, il 14 giugno 1940, la Francia fu occupata e le istituzioni dovettero rifugiarsi a Bordeaux. Due giorni dopo Reynaud si dimise, indicando in Pétain, convinto sostenitore dell'opportunità di richiedere un armistizio, il suo ideale successore. Il presidente della repubblica Albert Lebrun gli affidò l'incarico, salutato da Charles Maurras come una «divine surprise». Il 22 giugno la Francia sottoscrisse l'armistizio a Rethondes.
Il 29 giugno la cittadina di Vichy, in territorio non occupato, fu scelta come sede del nuovo governo. Il 10 luglio le Camere riunite presso il casinò di Vichy conferirono a Pétain anche la carica di capo dello Stato e pieni poteri per la redazione di una nuova costituzione. Le Camere non furono sciolte e gli altri partiti non vennero proibiti, ma di fatto il parlamento non fu più convocato.
Pétain instaurò in breve un regime appoggiato dai movimenti fascisti, nazionalisti e monarchici presenti in Francia. Fino all'11 novembre 1942 il governo di Vichy rimase formalmente estraneo ad azioni belliche, e venne considerato ufficialmente uno stato neutrale con rapporti diplomatici con entrambe le fazioni, dalla Germania agli Stati Uniti d'America. Solo dopo l'operazione Anton avviata dai tedeschi, si trovò in guerra, ma senza quasi poteri, con una diretta sottomissione ai tedeschi. Dello Stato collaborazionista egli fu capo dello Stato e primo ministro fino al 18 aprile 1942 (giorno in cui cedette l'incarico a Pierre Laval), guidando ben cinque gabinetti, e rimase capo dello Stato fino al 1944.
Il 20 agosto 1944 Pétain, dimissionario, fu costretto dai tedeschi a lasciare la Francia per trasferirsi nella Germania sud-occidentale, a Sigmaringen, dove arrivò l'8 settembre; i nazisti vi avevano già costituito (il 6 settembre 1944) un "governo in esilio" dei collaborazionisti di Vichy (la Commissione governativa di Sigmaringen) al quale Pétain si rifiutò di partecipare.

## Dopo la guerra

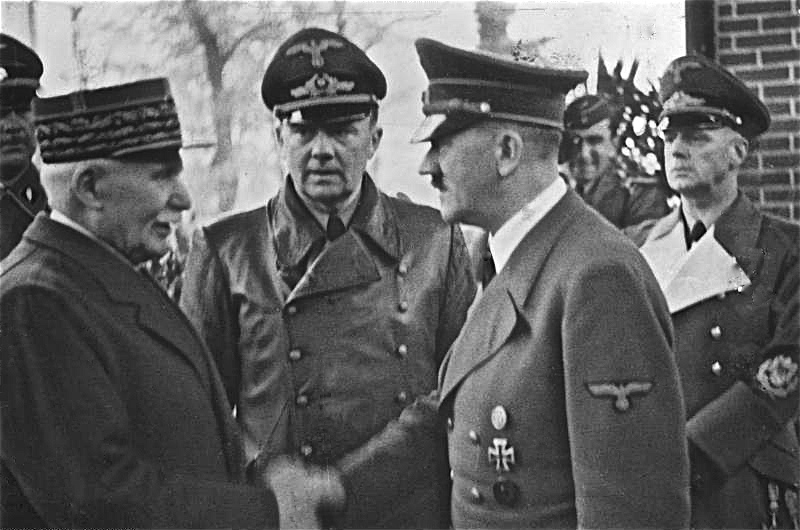
Incontro con Adolf Hitler del 1940 a Montoire-sur-le-Loir

Alla fine della guerra, Pétain fuggì da Sigmaringen il 24 aprile 1945, poche ore prima che le truppe alleate entrassero in città, e si costituì alla frontiera svizzera, a Vallorbe. Il 26 fu consegnato alle autorità francesi. 

### Il processo
Fu accusato di tradimento e di collaborazione col nemico. Gli fu quindi intentato un processo che sotto certi aspetti fu caratterizzato da vistose lacune della giustizia, come ebbe a considerare lo storico francese Robert Aron.
(Robert Aron)
Durante il processo Pétain sostenne di essersi "sacrificato per la Francia", asserendo che senza la sua azione l'intero territorio francese sarebbe finito nelle mani dei tedeschi, con conseguenze ancor peggiori per i cittadini.
Esso sa che io l'ho difeso come ho difeso Verdun. Signori giurati, la mia vita e la mia libertà sono nelle vostre mani, ma il mio onore, io lo affido alla Patria. Disponete di me secondo coscienza. La mia non ha nulla da rimproverarmi, poiché durante una vita già lunga, giunto alla mia età e alle soglie della morte, affermo che non ho altra ambizione, che quella di servire la Francia.»
(Philippe Pétain nella sua arringa difensiva)
La linea della difesa non fu convincente ed egli venne condannato a morte, ma, contrariamente al suo primo ministro, Pierre Laval, inviato rapidamente alla fucilazione, la pena fu commutata nel carcere a vita da Charles de Gaulle, in considerazione dell'età e perché pluridecorato al valor militare nella prima guerra mondiale.

### La morte in carcere
A 89 anni fu imprigionato a Fort du Portalet, nei Bassi Pirenei dal 15 agosto al 16 novembre 1945. Fu quindi trasferito al Fort de Pierre-Levée di L'Île-d'Yeu, e le sue condizioni peggiorarono nel tempo. Sei anni dopo, l'8 giugno 1951, il presidente Auriol, informato che Pétain aveva poco da vivere, commutò la prigionia in ricovero in ospedale ma era troppo grave per essere trasferito in ospedale a Parigi; morì poche settimane dopo in un appartamento di Port-Joinville, la principale località di L'Île-d'Yeu, ricevendo - in punto di morte - il rifiuto da parte del governo francese alla sua richiesta d'accoglimento delle proprie spoglie presso l'ossario di Verdun. Il Maresciallo di Francia è stato quindi tumulato nel cimitero di Port-Joinville. 
Nel secondo dopoguerra Pétain divenne un simbolo per l'estrema destra francese, essendo il punto di riferimento non solo dei nostalgici del suo governo, ma anche dei giovani nazionalisti, fino alla guerra d'Algeria.